# Aldo Baito
Aldo Baito (Gorla Minore, 4 gennaio 1920 – Vilafranca del Penedès, 20 dicembre 2015) è stato un ciclista su strada italiano.
Professionista e indipendente tra il 1946 e il 1951, vinse una tappa al Giro d'Italia 1946.

## Carriera
Da dilettante nel 1944 vinse il campionato italiano.
Indipendente dal 1946, al Giro d'Italia di quell'anno, in rappresentanza del gruppo del V.C. Bustese, vinse la tappa con arrivo a Perugia concludendo poi la prova all'undicesimo posto finale, quarto miglior "aggruppato". Nello stesso anno vinse una tappa alla Monaco-Parigi (nota anche come Course du Tour de France). Fra i piazzamenti di rilievo sono da segnalare il quinto posto al Giro di Lombardia 1945 e il sesto posto al Giro di Lombardia 1946.

## Palmarès
- 1944 (dilettanti)

Targa d'Oro Città di Legnano
Trofeo Cisitalia
Campionati italiani, Prova in linea Dilettanti
Coppa Piero Marin
- 1946

9ª tappa Giro d'Italia (Roma > Perugia)
1ª tappa Monaco-Parigi (Monaco > Digne-les-Bains, con la Nazionale italiana)

## Piazzamenti

### Grandi Giri
- Giro d'Italia

1946: 11º
1947: ritirato
1948: ritirato
1949: ritirato

### Classiche monumento
- Milano-Sanremo

1946: 28º
- Paris-Roubaix

1949: 99º
- Giro di Lombardia

1945: 5º
1946: 6º